# Laquon Treadwell
Laquon Treadwell (Chicago, Illinois, 14 de junio de 1995) es un jugador profesional estadounidense de fútbol americano que se desempeña en la posición de wide receiver en Indianapolis Colts, equipo de la National Football League (NFL).

## Carrera
Fue seleccionado en la primera ronda en la Reunión Anual de Selección de Jugadores de la NFL de 2016. Hizo su debut profesional con el equipo Minnesota Vikings, en el cual jugó cuatro temporadas (2016-2020), después pasó por varios equipos, Atlanta Falcons (2020-2021), Jacksonville Jaguars (2021-2022), Seattle Seahawks (2022-2023), Baltimore Ravens (2023-2024), y finalmente a Indianapolis Colts, donde lleva jugando una temporada.